# ماریو بریاتوآ
ماریو بریاتوآ (اسپانیایی: Mario Berriatúa‎؛ ۳۰ سپتامبر ۱۹۲۵ – ۱۶ ژوئیه ۱۹۷۰) بازیگر اهل اسپانیا بود.
از فیلم‌ها یا برنامه‌های تلویزیونی که وی در آن نقش داشته است می‌توان به روز به روز و آشوب‌گر اشاره کرد.